# Enesidemo
Enesidemo (en griego, Αἰνησίδημος) (Cnosos, Creta, o Egas. ca. 80 a. C. – Alejandría, ca. 10 a. C.) fue un filósofo griego.

## Biografía
Formó parte de la Academia platónica de Atenas, que en su tiempo adoptaba una orientación estoica que no aceptaba Enesidemo. Formó entonces su propia escuela en Alejandría para enseñar el pirronismo frente al estoicismo. Escribió una obra titulada Discursos pirrónicos, donde plasmó su filosofía mediante la sistematización de los argumentos (tropos) del escepticismo para tratar de demostrar la imposibilidad del conocimiento verdadero. Por sus esfuerzos para devolver el escepticismo a la genuina formulación de Pirrón fue considerado como el «segundo fundador de la escuela escéptica».